# Операція «Скорпіон»
«Операція „Скорпіон“» (лат. Scorpius Gigantus) — американський фантастичний бойовик 2006 року.

## Сюжет
Під час нападу на колону американських військ, група терористів викрадає вантажівку. Метою злочинців був уран, але їм у руки потрапило зовсім інше, куди більш страшна зброя. Гігантські скорпіони, що стали плодом багаторічної праці вчених-генетиків, створені для військового використання, і що володіють феноменальною здатністю до розмноження. Ситуація виходить з-під контролю. Незабаром стає зрозуміло, що людство стоїть перед обличчам загрози цілковитого знищення. Вирішити цю проблему доручено полковнику Рейнольдсу і особливому загону армійського спецназу. Але чи зможуть загартовані в боях солдати протистояти армії кровожерливих чудовиськ?

## У ролях
- Джефф Фейгі — майор Нік Рейнольдс
- Джо Борн-Тейлор — доктор Джейн Престон
- Хрісто Мітцков — Ягер
- Євгенія Васильєва — Докіч
- Йонас Токінгтон — Берк
- Стефан Іванов — Клочков
- Деян Ангелов — Тімов
- Рей Ратбаргер — генерал Міллер
- Т.Г Вітроу — лаборант
- Ненчо Балабанов — капітан Іван Новак
- Дерін Ангелов — Барчія
- Джордж Ангелов — Велчекскі
- Марк Даймонд — Кейті
- Малина Георгієва — Геллер
- Даніель Галачев — Декстер
- Джон Ганссон — сержант
- Димитер Кузов — охоронець
- Петер Мелтев — Гіллані
- Свежен Маледнов — поліцейський 2